# شاورما

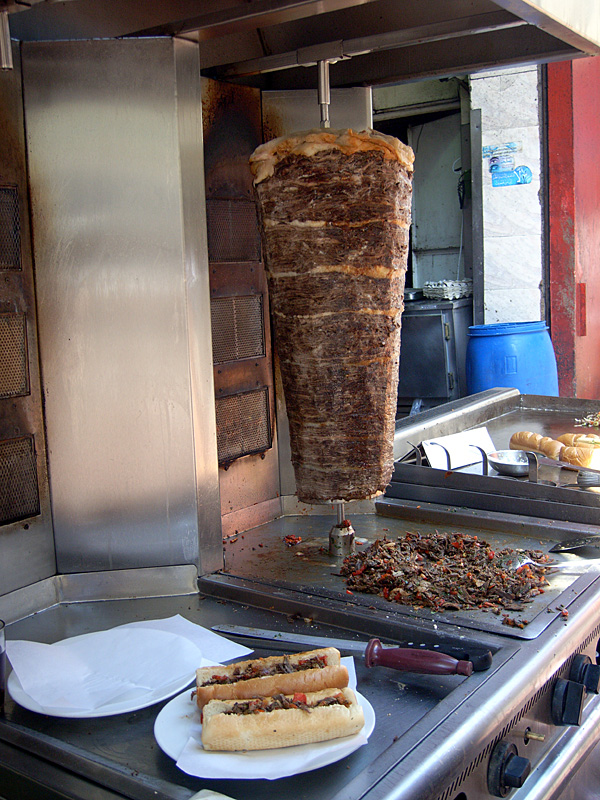
سيخ شاورما

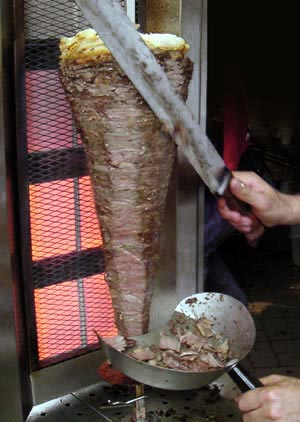
تقطيع اللحم لتهيئة صحن الشاورما

الشَّاوَرْما أو الشَّاورمة هو طبق شرق أوسطي نشأ في منطقة بلاد الشام في عهد الدولة العثمانية. يتكون الشَّاورما من لحم مقطع إلى شرائح رقيقة، ومكدس في مخروط مقلوب إلى الأسفل، ليتم شواءه على سيخ عمودي بطيء الدوران. يمكن أن يكون مصدر الشِّواء كهربائي أو غازي أو من الفحم. وتباع الشاورما في مطاعم الوجبات السريعة. عادةً ما يكون لحم الشاورما من اللحم البقري أو لحم الجمل أو لحم الضأن أو لحم الدجاج حيث يوضع اللحم مرصوصاً على سيخ معدني ويكون اللحم المعد للشي بأقطار مختلفة وقد يصل قطرها إلى نصف متر. يوقف عمود اللحم بصورة عمودية بجانب النار التي تكون من جهة واحدة ويدور عمود اللحم لينال نصيبه من حرارة موقد النار والحرارة الذي يكون كذلك على اللحم. الشاورما هي واحدة من أشهر أنواع طعام الشارع في العالم، وخاصة في مصر وبلاد الشام وشبه الجزيرة العربية.

## التأثيل
أصل كلمة الشاوِرمة تركيٌ من الكلمة çevirme بمعنى أدار.

## التاريخ

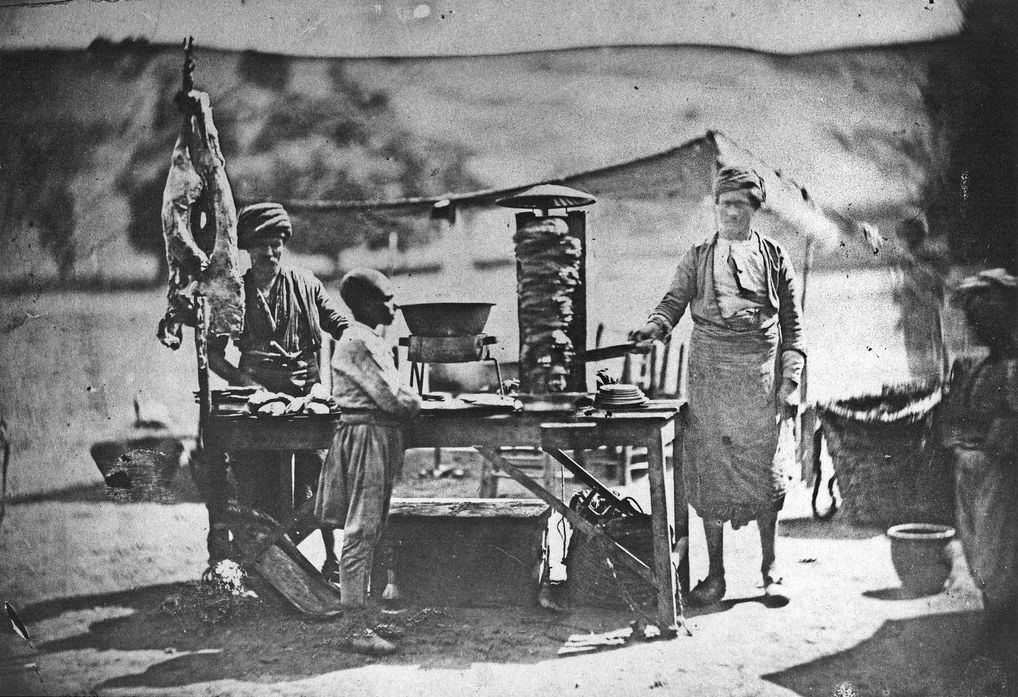
أقدم صورة معروفة لدونر كباب، بواسطة جيمس روبرتسون 1855 الدولة العثمانية

على الرغم من أن طريقة شواء اللحم بالمشواة العامودية له تاريخ قديم، إلا أن طريقة إعداد الشاورما بشواء قطع اللحم رأسيًا وقطعها أثناء الشواء ظهرت أول مرة على شكل دونر كباب في القرن التاسع عشر، في الدولة العثمانية المعروفة اليوم بتركيا.
وظهرت الشاورما بالمشواة الأفقية في الإمارات، وتعرف بالشاورما الإماراتية المشواة على الفحم وتمتاز بلحم الحوار المفضل في دولة الإمارات العربية المتحدة.

## معلومات غذائية
المعلومات الغذائية كالتالي:
- السعرات الحرارية: 500
- الدهون: 20
- الدهون المشبعة: 10
- الكوليسترول: 250
- الكاربوهيدرات: 60
- البروتينات: 20